# Wincenty Styczyński
Wincenty Styczyński (ur. 5 grudnia 1872 w Śremie, zm. 18 kwietnia 1922 w Gliwicach) – polski działacz narodowy, lekarz, w latach 1919–1922 radny miejski, przewodniczący frakcji polskiej w Gliwicach.

## Życiorys
Syn śremskiego nauczyciela Wincentego Styczyńskiego i jego żony Modesty z Kunowskich. Ukończył Gimnazjum w Śremie, gdzie w 1893 roku uzyskał świadectwo dojrzałości. Po zakończeniu w 1899 r. studiów medycznych we Wrocławiu, rozpoczął pracę lekarza na Górnym Śląsku. Od 1901 r. członek Banku Ludowego w Gliwicach i współzałożyciel w 1908 r. organizacji Towarzystwo Lekarzy Polaków na Śląsku. Działał także w Towarzystwie Czytelni Ludowych. Był przewodniczącym polskiego komitetu wyborczego na miasto Gliwice w wyborach do Reichstagu. Został prewencyjnie aresztowany w 1914 r. a następnie wcielony do wojska niemieckiego. Od 1919 członek Rady Miejskiej i przewodniczący frakcji polskiej w Radzie Miejskiej Gliwic. Styczyński zawsze bronił praw ludności gliwickiej. W 1920 roku został doradcą technicznym przy kontrolerze koalicyjnym na miasto Gliwice. Podczas trzech powstań śląskich (1919, 1920, 1921) udzielał pomocy ofiarom.
W 1922 został zamordowany przez bojówkarza niemieckiego podczas pełnienia obowiązków lekarskich. Po przewiezieniu zwłok do Poznania, odprawieniu nabożeństwa przez brata zmarłego, ks. Tadeusza Styczyńskiego, został pochowany na cmentarzu parafii św. Wojciecha 25 kwietnia 1922.

## Upamiętnienie
Nazwiskiem Wincentego Styczyńskiego nazwano m.in.: jedną z ulic, a także III Liceum Ogólnokształcące w Gliwicach; jedną z chorzowskich ulic; szpital miejski nr 4 w Chorzowie; jedną z ulic w Poznaniu. W miejscu śmierci dra Styczyńskiego (ul. Dworcowa w Gliwicach) wystawiono tablicę pamiątkową.

## Galeria

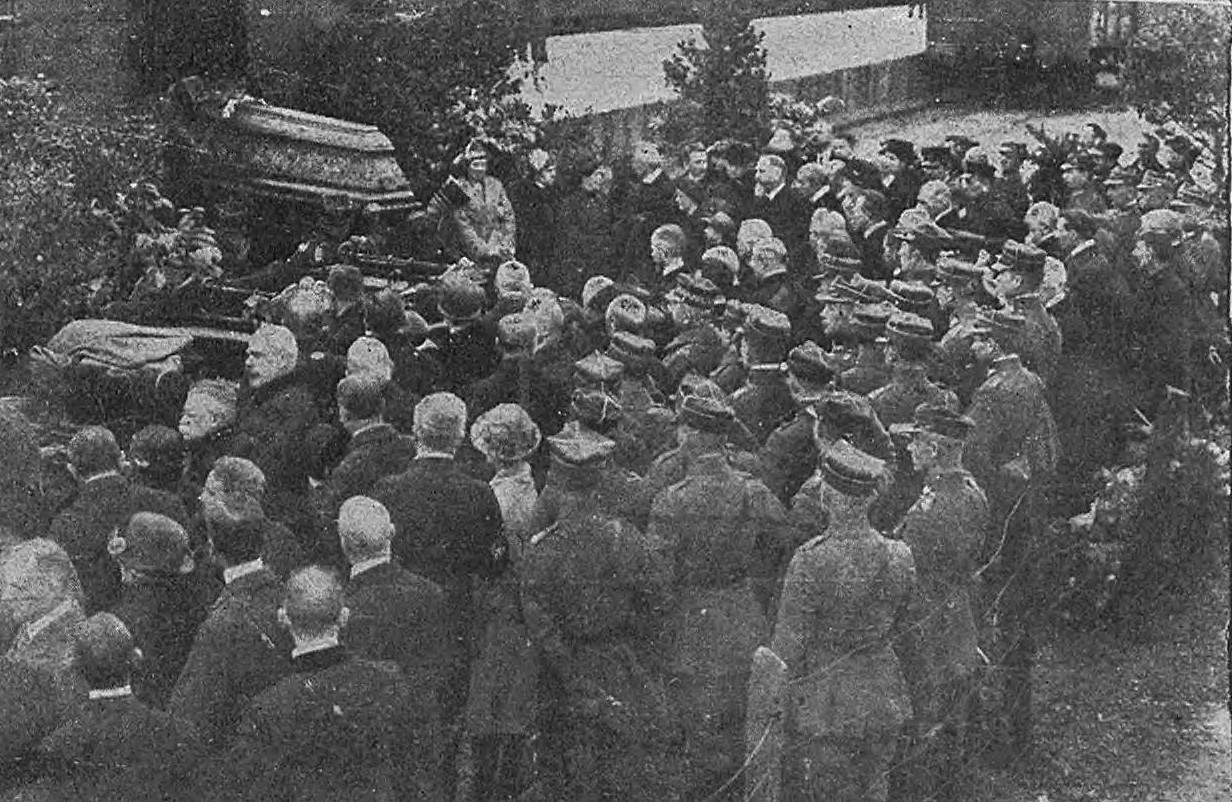
Pogrzeb Wincentego Styczyńskiego (1922)
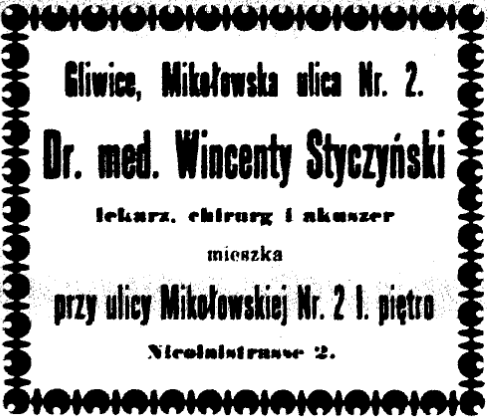
Ogłoszenie zamieszczone w gliwickim „Głosie Śląskim” (1903)
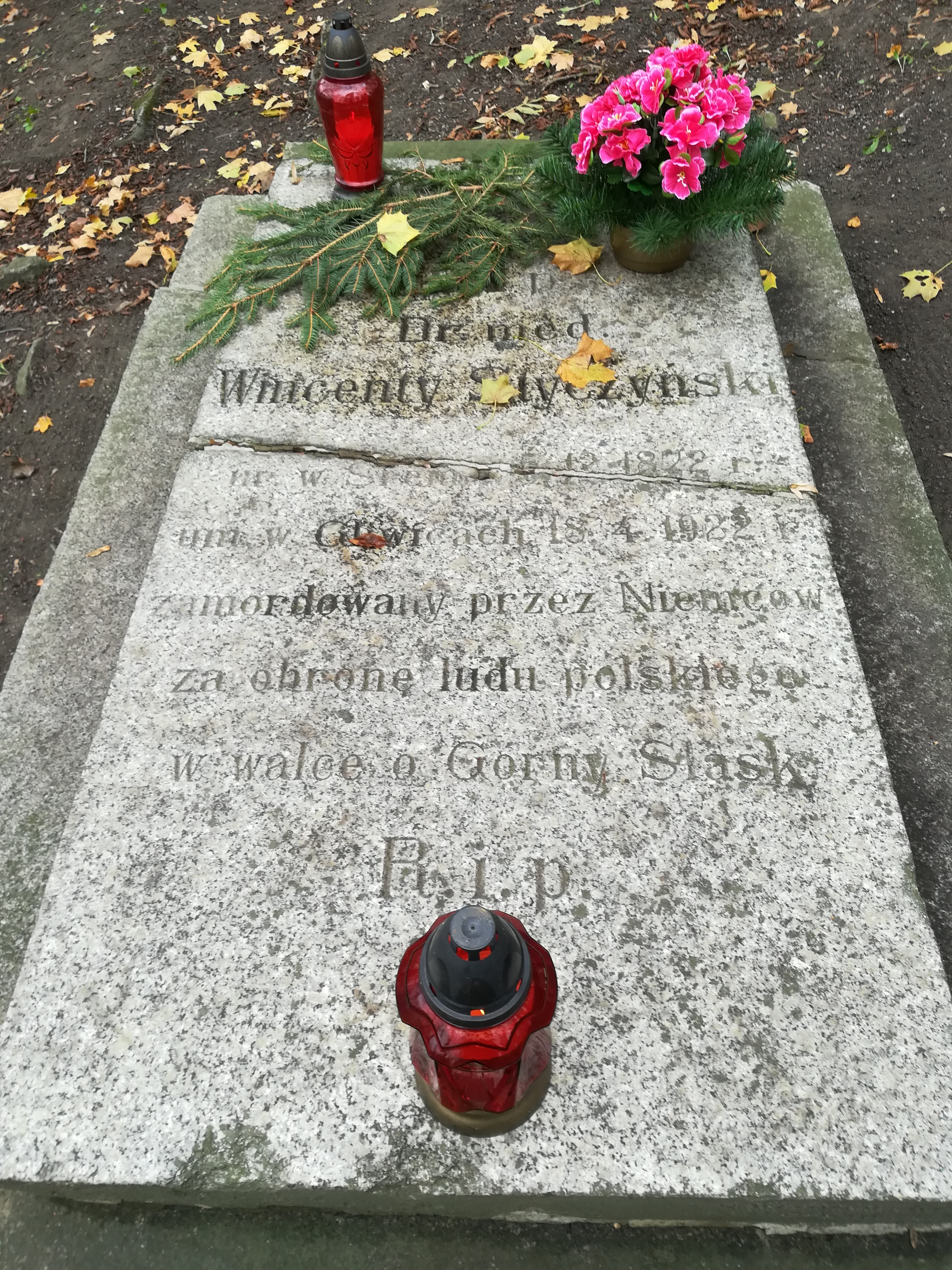
Grób na cmentarzu parafii św. Wojciecha w Poznaniu